# Želechovice nad Dřevnicí

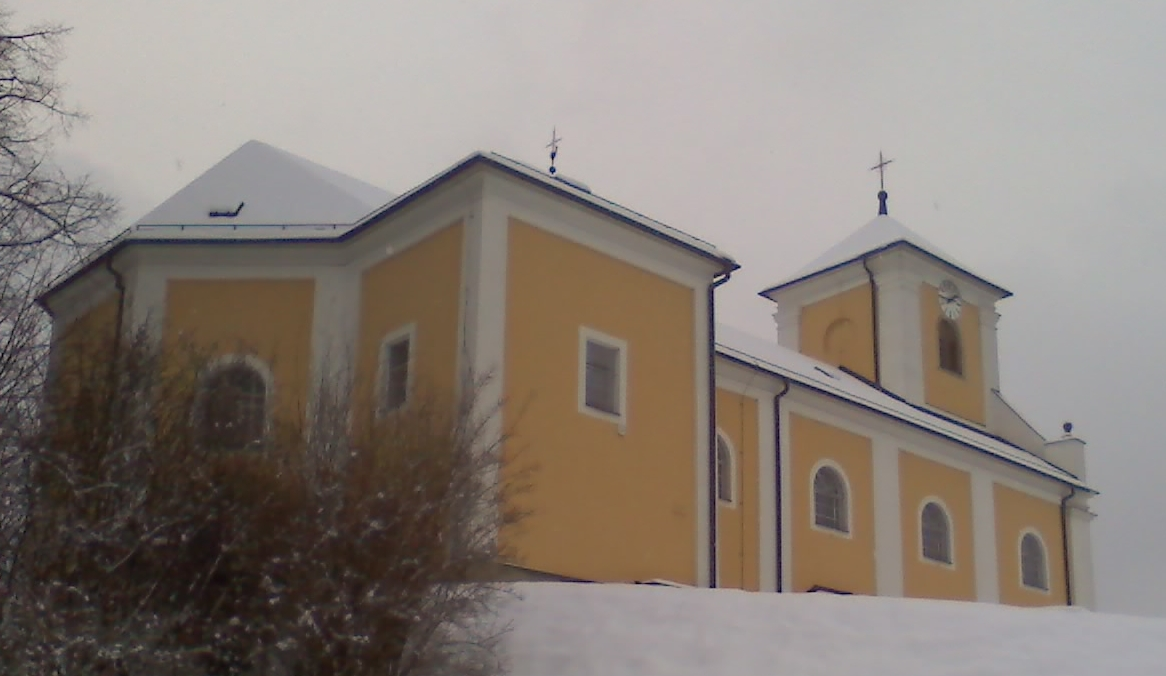
Kirche St. Peter und Paul

Želechovice nad Dřevnicí, bis 1924 Želechovice (deutsch Schelechowitz an der Drewnitz, früher Zelechowitz) ist eine Gemeinde in Tschechien. Sie liegt sechs Kilometer östlich von Zlín und gehört zum Okres Zlín.

## Geographie
Želechovice nad Dřevnicí befindet sich am Rande der Naturparks Vizovická vrchovina und Želechovické paseky im Wisowitzer Bergland. Das Dorf erstreckt sich am linken Ufer der Dřevnice an der Einmündung des Baches Obůrek. Südöstlich erheben sich die Tlustá hora (482 m) und der Drdol (540 m), im Süden der Díly (308 m) sowie südwestlich die Lysá (387 m). Durch das Dorf führen die Staatsstraße I/49 zwischen Zlín und Vizovice sowie die Bahnstrecke Otrokovice–Vizovice.
Nachbarorte sind Lužkovice im Norden, Veselá und Klečůvka im Nordosten, Lípa im Osten, Na Potůčkách, Na Kolibě, Cikánky, Želechovické Paseky, Slopné und Horní Lhota im Südosten, Obůrky, Nad Kouty und Provodov im Süden, Jaroslavické Paseky, Vavrušky und Jaroslavice im Südwesten, Pančava und Zlín im Westen sowie Výpusta, Příluky und Štákovy Paseky im Nordwesten.

## Geschichte
Die erste schriftliche Erwähnung des Dorfes Selichowicz erfolgte 1261 in der Gründungsurkunde des Klosters Smilheim in Vizovice. Danach schenkte Wilhelm von Hustopeče den Zisterziensern das Dorf Lípa sowie einen Teil von Selichowicz und Zádveřice. Der größere Anteil von Selichowicz gehörte jedoch zur Herrschaft Zlín. Die Grenze zwischen dem Zlíner und Smilheimer Anteil bildete der Bach Obůrek. Im Jahre 1361 wurde das Dorf als Zelithowicz, 1397 als Selythohowicz und 1437 als Zelechowicz bezeichnet. Nach dem Untergang des Klosters erhielt Zigmund Kuna von Kunstadt, ein Nachfahre des Klostergründers, den klösterlichen Besitz zwecks einer Erneuerung des Klosters, die jedoch nie erfolgte. Aus dem Jahre 1490 ist der Ortsname als Zylochowicze und vier Jahre später wieder als Zelechowicz überliefert. 1518 wurde das Dorf Zielichowicz genannt. Weitere Namensformen waren Zielechowicze (1578), Ziellochowitz (1580), Zielychowicze (1596), Zelechowicz (1672) und Zielechowitz bzw. Želechowitz (1718). Nachdem in der zweiten Hälfte des 16. Jahrhunderts die Mehrheit der Bewohner protestantisch geworden war, wurde neben dem katholischen Pfarrer auch ein evangelischer eingesetzt, schließlich wurde die Pfarre gänzlich evangelisch. Der Vizovicer Anteil bestand 1585 aus zwölf Wirtschaften. Die Pfarre erlosch 1620 und das Dorf war nach Zlín bzw. Vizovice gepfarrt. 1644 wurden nach der Niederschlagung des Walachischen Aufstandes auch vier Einwohner aus Želechovice aufgehängt. Nach dem Dreißigjährigen Krieg erfolgte die Rekatholisierung der Untertanen, die in Želechovice erfolgreicher als in den umliegenden Dörfern verlief. Seit 1656 ist in Želechovice eine Pfarrschule nachweisbar. 1660 war das Dorf von einem starken Hochwasser betroffen. Im Zlíner Anteil sind für 1667 17 bewirtschaftete Anwesen erfasst, zahlreiche weitere lagen wüst. Beim Einfall der Kuruzen wurde das Dorf zu Beginn des 18. Jahrhunderts verwüstet. 1726 ließ die Herrschaft Vizovice die herrschaftliche Papiermühle in Želechovice für 1756 Gulden wiederherstellen. 1755 erfolgte der Verkauf der Papiermühle an die Papiermacherfamilie Halda, die sie bis 1881 besaß. Im August 1748 schlossen die Besitzer der Herrschaften Světlov, Luhačovice, Zlín, Vizovice und des Lehngutes Vasilsko im Forsthaus Vidovy einen Vergleich über den Grenzverlauf im Wisowitzer Bergland. Wegen der daraus erwachsenen Nachteile rebellierten 1766 insbesondere die Pasekaren auf dem Luhačovicer und Vizovicer Territorium und rissen die neuen Grenzsteine wieder aus. Mit Unterstützung der Armee wurden am 15. Dezember 1767 gewaltsam die neuen Grenzen wieder beraint. Gegen die in Želechovice beginnende Aktion versammelten sich einige hundert Personen. Der Aufruhr wurde vom Militär niedergeschlagen, dabei gab es vier Tote und zahlreiche Verletzte. Letztlich wurde der Grenzrezess im Mai 1772 auch gerichtlich bestätigt und den Dörfern die beanspruchten Rechte auf die Wälder aberkannt. Matriken werden seit 1750, die Grundbücher seit 1758 geführt. Seit 1756 bestand in Želechovice eine Pfarrexpositur, die 1785 zur Lokalie erhoben wurde. Im Jahre 1790 bestand das Dorf aus 100 Häusern und hatte 625 Einwohner. Von den 164 Familien in Želechovice lebten 159 von der Landwirtschaft; des Weiteren gab es drei Handwerker sowie den Pfarrer und den Lehrer. 1843 war das Dorf auf 145 Häuser angewachsen, in denen 742 Personen lebten. Im selben Jahre wurde in Želechovice wieder eine eigene Pfarre eingerichtet. 1846 wurde das Dorf als Ziellochwitz, Želechowice und Zelechowice bezeichnet. Bis zur Mitte des 19. Jahrhunderts blieb Želechovice immer zwischen den Herrschaften Zlín und Vizovice geteilt.
Nach der Aufhebung der Patrimonialherrschaften bildete Zelechowice / Zelechowitz ab 1850 eine Gemeinde in der Bezirkshauptmannschaft Uherský Brod. Ab 1855 gehörte die Gemeinde zum Bezirk Vizovice und ab 1868 zum Bezirk Holešov. Zwischen 1867 und 1868 erfolgte der Bau eines neuen Schulhauses. Im Jahre 1869 hatte das Dorf 814 Einwohner und 1880 waren es 907. 1872 trug die Gemeinde die Namen Zelechwitz bzw. Želechowice und 1881 Želichovice. 1899 wurde die Bahnstrecke Otrokovice–Vizovice eingeweiht, die Bahnstation erhielt zunächst den Namen Lůžkovice. Die heutige Namensform Želechovice entstand zu Beginn des 20. Jahrhunderts. 1920 kaufte der Baťa-Konzern die Papierfabrik. Im Jahre 1921 hatte Želechovice 982 Einwohner, davon waren 836 katholisch, 123 evangelisch, elf bekannten sich zur tschechoslowakischen hussitischen Kirche und zwölf waren konfessionslos. Fast alle der Einwohner waren Tschechen. 1923 brannte die Papierfabrik nieder und wurde nicht wieder aufgebaut.
Seit 1924 führt die Gemeinde den amtlichen Namens Želechovice nad Dřevnicí. In dieser Zeit profitierte die Gemeinde vom Aufschwung der Stadt Zlín und hatte 1930 bereits 1280 Einwohner. 1935 wurde Želechovice nad Dřevnicí dem neuen Bezirk Zlín zugeordnet. 1949 wurde die Bürgerschule eingeweiht. Im Jahre 1950 lebten in dem Ort 1658 Personen. Ab 1950 gehörte Želechovice nad Dřevnicí zum Okres Gottwaldov-okolí und ab 1960 wieder zum Okres Gottwaldov, der nach der politischen Wende seit 1990 wieder den Namen Okres Zlín trägt. Am 1. Juni 1960 wurden Lužkovice und Lípa eingemeindet. 1961 hatte Želechovice nad Dřevnicí 1835 Einwohner. 1976 erfolgte die Eingemeindung nach Gottwaldov. 1980 lebten in Želechovice nad Dřevnicí 2059 Personen, 1991 waren es 1978. Am 17. Mai 2008 entschieden sich die Einwohner von Želechovice nad Dřevnicí in einem Referendum mit 77,5 % der Stimmen für die Bildung einer eigenen Gemeinde. Zum 1. Januar 2009 löste sich Želechovice nad Dřevnicí von Zlín los. Seit 2010 führt Želechovice nad Dřevnicí ein Wappen und Banner. Želechovice nad Dřevnicí ist katholischer Pfarrort für Lípa, Lužkovice und Klečůvka.

## Ortsgliederung
Für die Gemeinde Želechovice nad Dřevnicí sind keine Ortsteile ausgewiesen. Zu Želechovice nad Dřevnicí gehören u. a. die Ansiedlungen Batalice, Laze, Nad Kouty, Obůrky, Oslné, Vidova, Želechovické Paseky, Zelené Údolí und Žleby.

## Sehenswürdigkeiten
- Pfarrkirche St. Peter und Paul, sie entstand 1737 auf den Resten einer mittelalterlichen Kirche
- Denkmal für die Opfer des Zweiten Weltkrieges
- Naturdenkmal Pod Drdolem, südöstlich bei Želechovické Paseky
- Naturdenkmal Zelené údolí, südlich des Dorfes im Tal des Obůrek
- Naturschutzgebiet Na Želechovických pasekách, südlich bei Obůrky